# تناستوم يبرودي
تناستوم اليبرودي (باللاتينية: Tanacetum yabrudae) نوع نباتي ينتمي إلى جنس التناستوم من الفصيلة النجمية.

## البيئة والانتشار
موطنها بلاد الشام.

## مرادفات للاسم العلمي
- (باللاتينية: Pyrethrum yabrudae Mouterde)